# Épeire à bosses
Gibbaranea gibbosa
Espèce
Synonymes
- Aranea gibbosa Walckenaer, 1802
- Aranea bicornis Walckenaer, 1802
- Epeira arbustorum C. L. Koch, 1837
- Epeira confinis Simon, 1870

Gibbaranea gibbosa, l'Épeire à bosses, est une espèce d'araignées aranéomorphes de la famille des Araneidae.

## Distribution
Cette espèce se rencontre en Europe, en Turquie et en Iran.

## Description

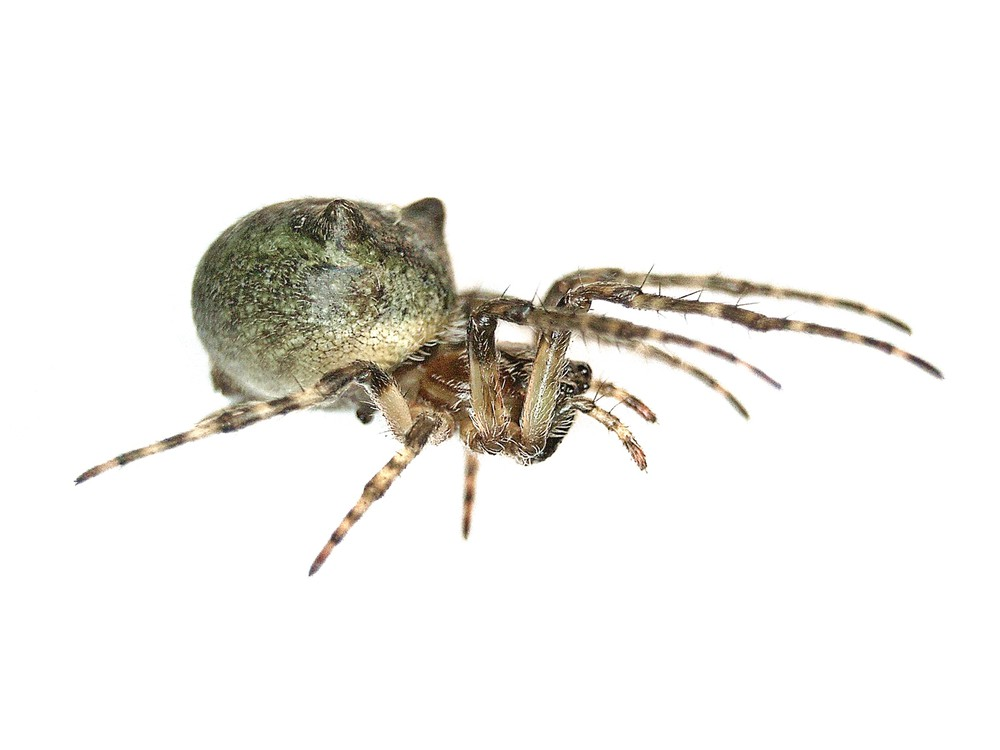
Gibbaranea gibbosa ♀

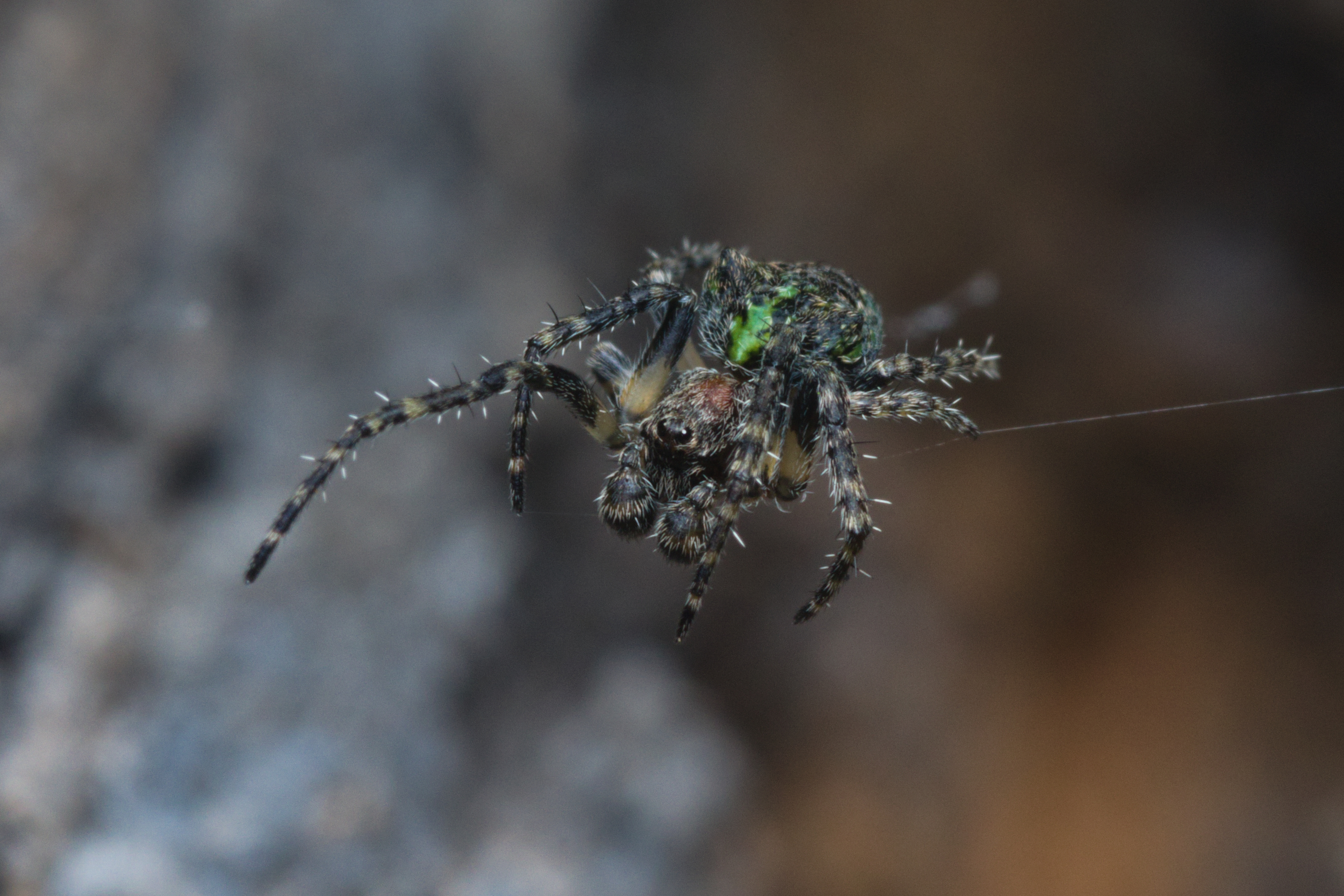
Gibbaranea gibbosa ♂

Les mâles mesurent de 5,5 à 6 mm et les femelles de 7 à 8 mm.

## Liste des sous-espèces
Selon World Spider Catalog (version 23.5, 31/07/2022) :
- Gibbaranea gibbosa gibbosa (Walckenaer, 1802)
- Gibbaranea gibbosa confinis (Simon, 1870) d'Espagne et de Corse

## Systématique et taxinomie
Cette espèce a été décrite sous le protonyme Aranea gibbosa par Walckenaer en 1802. Elle est placée dans le genre Epeira par Walckenaer en 1805, dans le genre Araneus par Lessert en 1910 puis dans le genre Gibbaranea par Archer en 1951.

## Publications originales
- Walckenaer, 1802 : Faune parisienne. Insectes. ou Histoire abrégée des insectes des environs de Paris. Paris, vol. 2, p. 187-250.
- Simon, 1870 : « Aranéides nouveaux ou peu connus du midi de l'Europe. » Mémoires de la Société Royale des sciences de Liège, sér. 2, vol. 3, p. 271-358 (texte intégral).